# Mega Shark Versus Giant Octopus
Mega Shark Versus Giant Octopus es una película de monstruos de The Asylum, estrenada el 19 de mayo de 2009 en los Estados Unidos. Dirigida por Ace Hannah, fue protagonizada por la cantante Deborah Gibson y el actor Lorenzo Lamas. Aunque tuvo una acogida negativa por parte de la crítica debido a lo descabellado de su trama, es sin duda la película más popular de The Asylum hasta la fecha[cita requerida]. Cuenta la búsqueda de dos monstruos marinos prehistóricos que causan el caos y la carnicería en el mar. También es notable por ser una de las pocas películas estadounidenses que cuentan con un asiático-estadounidense como protagonista romántico en el personaje de Vic Chao, el Dr. Seiji Shimada, que sirve de interés amoroso al personaje de Gibson, Emma MacNeil.

## Argumento
Frente a la costa de Alaska, la oceanógrafa Emma MacNeil (Deborah Gibson) está estudiando los patrones de migración de las ballenas a bordo de un submarino experimental que tomó sin permiso de su jefe. Mientras tanto, un helicóptero militar deja caer transmisores de sonar experimentales en el agua, causando que un grupo de ballenas pierdan el control, empezando a embestir contra un glaciar cercano. En el caos, el helicóptero se estrella en el glaciar, y el daño combinado termina por romper el glaciar, descongelando a dos criaturas prehistóricas enormes en estado de hibernación. MacNeil evita por poco la destrucción, mientras desconocido para ella, un tiburón y un pulpo gigantes son liberados. Algún tiempo después, una plataforma de perforación frente a las costas de Japón es atacada por el pulpo, que tiene tentáculos lo suficientemente grandes como para envolver alrededor de toda la estructura. Después de regresar a Point Dume, California, MacNeil investiga el cadáver de una ballena varada llena de heridas ensangrentadas. Su jefe Dick Richie (Marcos Hengst) cree que son obra de la hélice de un buque cisterna, pero MacNeil insiste en que parecen haber sido causadas por una criatura. Más tarde, se extrae lo que parece ser un diente de tiburón de una de las heridas. En otra parte, el enorme tiburón salta a miles de metros de altura desde el océano y ataca a un avión comercial, haciéndolo estrellarse contra las aguas.
Una junta acuerda en despedir a MacNeil del Instituto Oceanográfico por robar el submarino. MacNeil lleva el diente de tiburón a su viejo profesor y expiloto de la Marina estadounidense, Lamar Sanders (Sean Lawlor), quien cree que pertenecía a un megalodon, una especie de enorme tiburón que se cree se extinguió hace 1,5 millones de años.

## Reparto
- Deborah Gibson como Emma MacNeil.
- Lorenzo Lamas como Allan Baxter.
- Vic Chao como Dr. Seiji Shimada
- Mark Hengst como Dick Richie.
- Sean Lawlor como Lamar Sanders.
- Dean Kreyling como capitán del submarino estadounidense.
- Stephen Blackehart como jefe de sonar en el submarino estadounidense.
- Larry Wang Parrish como capitán del barco japonés Typhoon.
- Douglas N. Hachiya como técnico en sonar japonés.
- Jay Beyers como pficial piloto.
- Stefanie Gernhauser como la comandante de submarino Francoise Riley.
- Jonathan Nation como Vince.
- Russ Kingston como almirante Scott.
- Cooper Harris como técnico de sonar en el destructor estadounidense.
- Dustin Harnish como timonel del submarino estadounidense.
- Colin Broussard como radiofonista.

## Lanzamiento y recepción
El tráiler lanzado a mediados de mayo del 2009 se convirtió en un éxito viral, anotando más de un millón de visitas en MTV.com y otro millón más en YouTube tras el lanzamiento, lo que provocó una intensa demanda del DVD.
La película fue recibida con críticas en su mayoría negativas, con una calificación de 15 por ciento en Rotten Tomatoes , y el consenso que indica "Con FX de mala calidad, actuación y dirección. Esto no es tan malo que es bueno. Es que es tan malo que es terrible."   Peter Whittle de The Sunday Times dio a la película una de cada cinco estrellas y la consideró «imposible de ver, casi inapelable, esta estúpida película de monstruos hace que la cantada de Béla Lugosi en Plan 9 del espacio exterior parezca una obra maestra».